# انتخابات الرئاسة الأمريكية 1952
الانتخابات الرئاسية الأمريكية 1952 هي الانتخابات الرئاسية الأمريكية التي جرت في 4 نوفمبر 1952، لانتخاب رئيس الولايات المتحدة، فاز بالانتخابات دوايت أيزنهاور.

## معرض صور

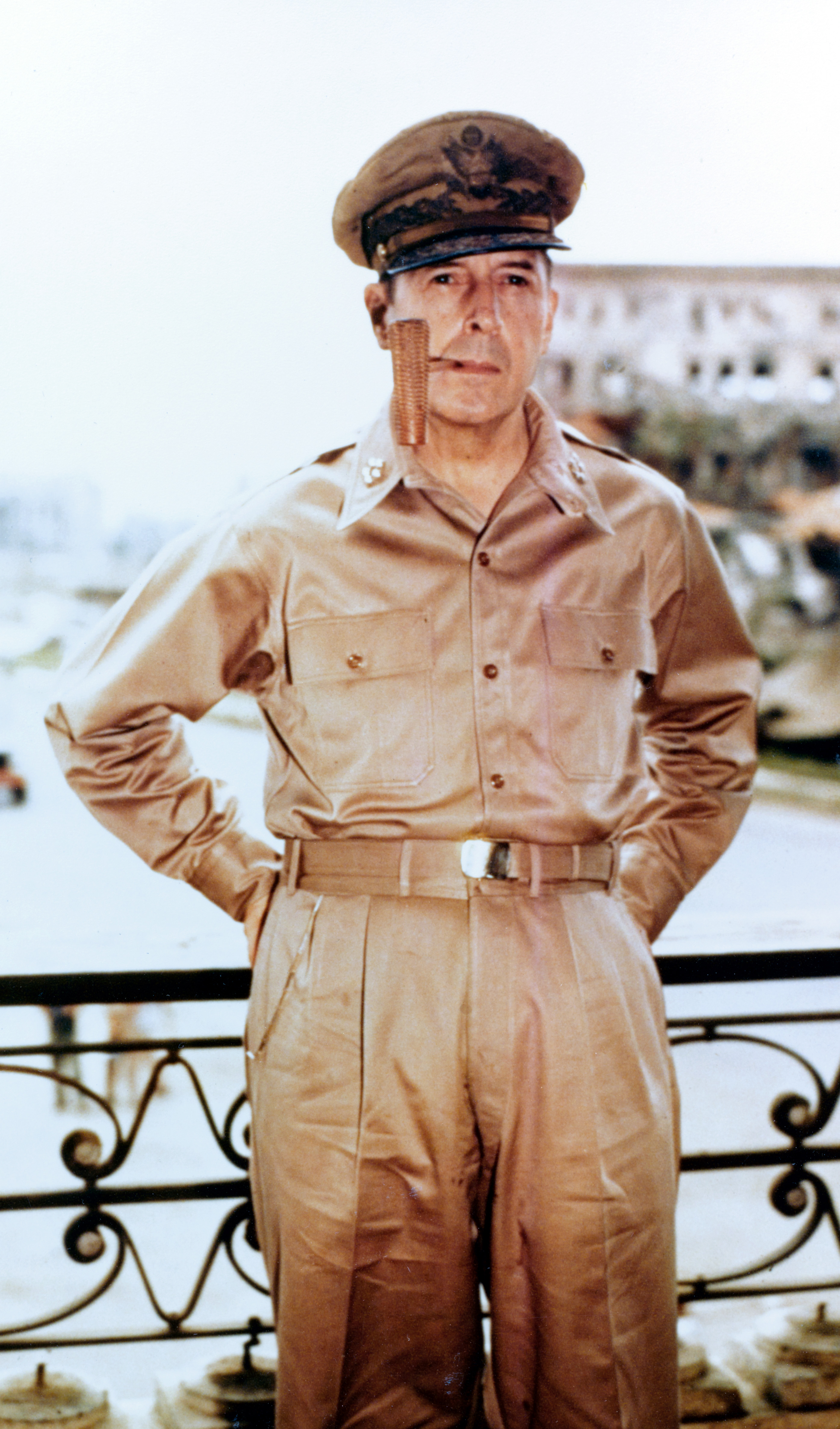
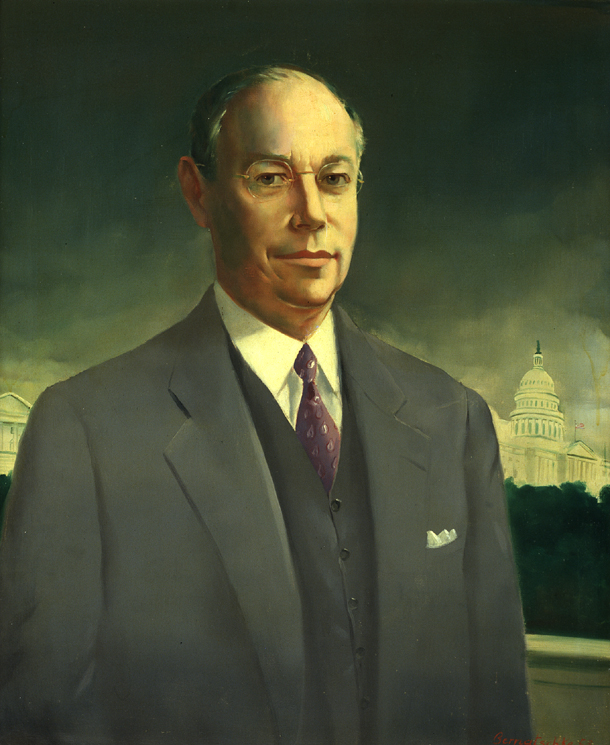
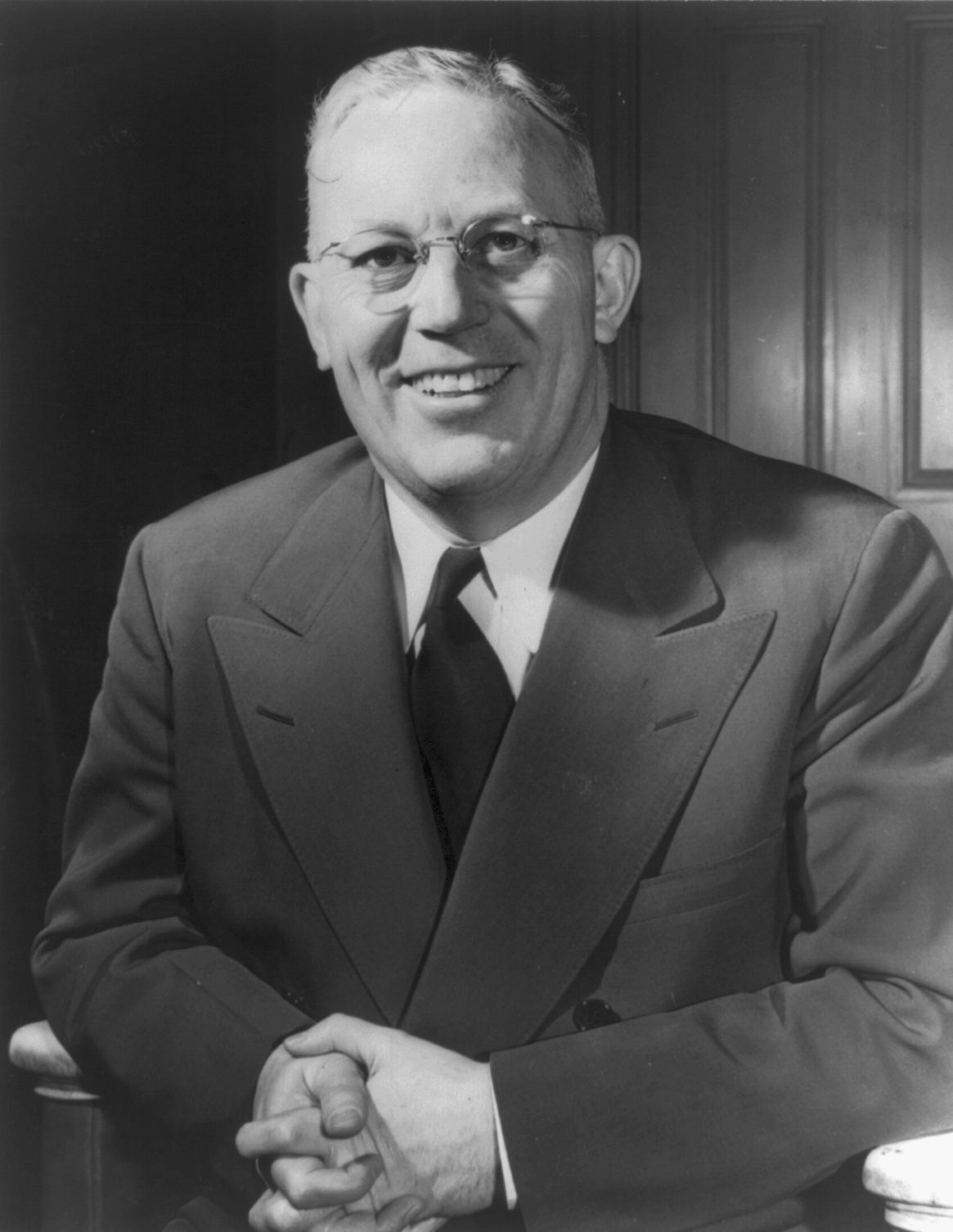
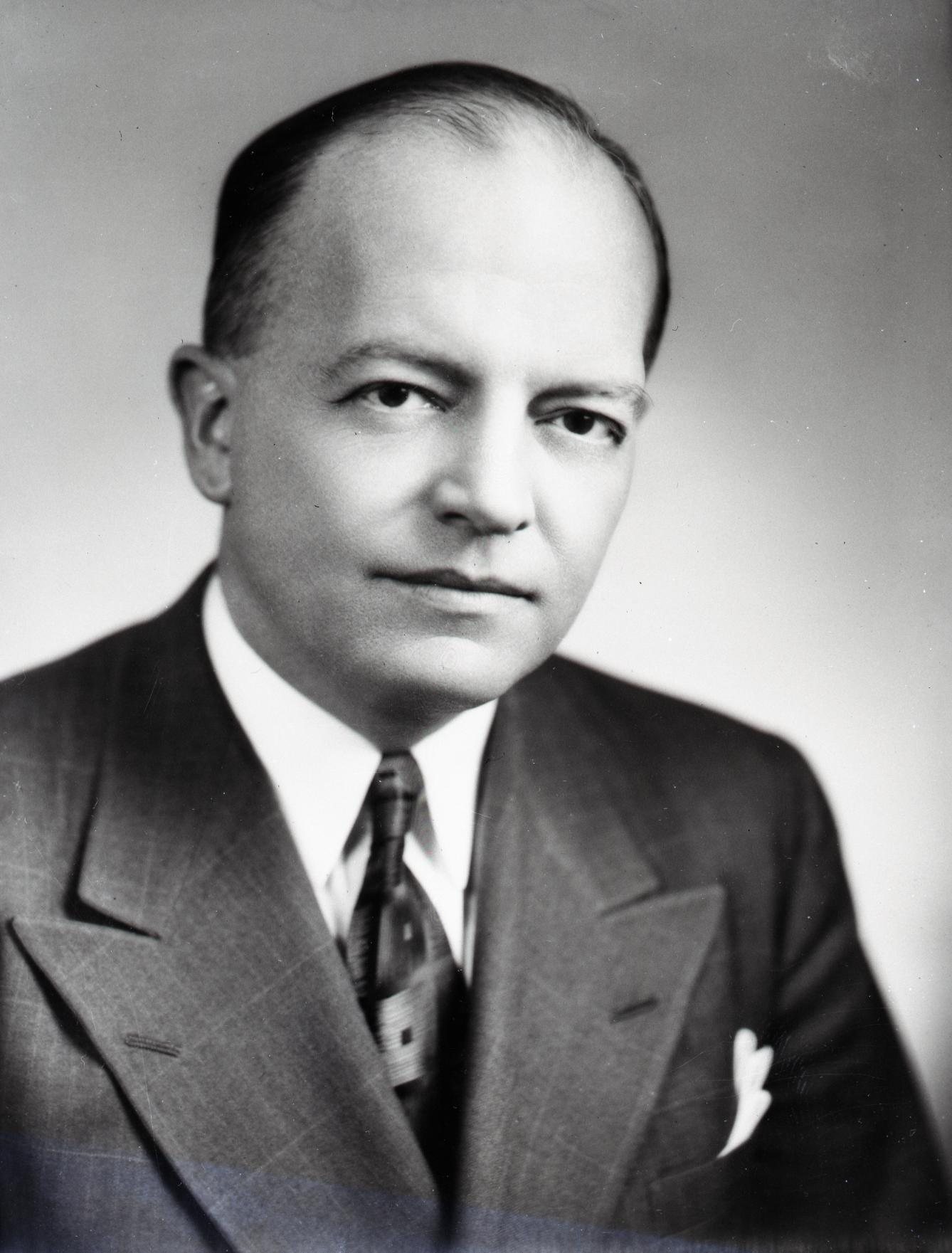

## المرشحين
| المرشح         | الحزب | عدد الأصوات |
| -------------- | ----- | ----------- |
| دوايت أيزنهاور |       |             |